# L-момент
У статистиці, L-моменти є послідовність статистик для узагальнення форми розподілу ймовірностей. Вони є лінійними комбінаціями порядкових статистик (L-статистики), аналогічних звичайних моментів, і можуть бути використані для розрахунку величин, аналогічні стандартним відхиленням, асиметричності і ексцесу, званий L-шкали, L-асиметрію і L-ексцес відповідно (L-середні ідентичний звичайному середньому). Стандартизовані L-моменти називаються відносини L-момент і аналогічні стандартизованим моментам. Так само, як і для звичайних моментів, теоретичне розподіл має безліч популяцій L-моментів. Приклади L-моменти можуть бути визначені для вибірки з населення, і можуть бути використані як оцінки населення L-моментів

## Населення L-моменти
Для випадкової величини X, r-й популяційий L-момент є

{\displaystyle \lambda _{r}=r^{-1}\sum _{k=0}^{r-1}{(-1)^{k}{\binom {r-1}{k}}\mathrm {E} X_{r-k:r}},}
де {\displaystyle X_{k:n}} позначає порядкову статистику (k-е найменше значення) в незалежній вибірці обсягу n з розподілу X і {\displaystyle \mathrm {E} } позначає очікуване значення. Зокрема, перші чотири популяційні L-моменти є
{\displaystyle \lambda _{1}=\mathrm {E} X}
{\displaystyle \lambda _{2}=(\mathrm {E} X_{2:2}-\mathrm {E} X_{1:2})/2}
{\displaystyle \lambda _{3}=(\mathrm {E} X_{3:3}-2\mathrm {E} X_{2:3}+\mathrm {E} X_{1:3})/3}
{\displaystyle \lambda _{4}=(\mathrm {E} X_{4:4}-3\mathrm {E} X_{3:4}+3\mathrm {E} X_{2:4}-\mathrm {E} X_{1:4})/4.}
Відзначимо, що коефіцієнти k-го L-моменту такі ж, як в k-го члена бінома перетворення, як він використовується в кінцевих різницях k-го порядку (кінцева аналогового до похідної).
Перші два з цих L-моментів мають звичайні назви :
{\displaystyle \lambda _{1}={\text{mean, L-mean or L-location}},}
{\displaystyle \lambda _{2}={\text{L-scale}}.}
L-шкала дорівнює половині різниці середніх.

## Зразки L-моментів
{\displaystyle \left\{x_{1}<\cdots <x_{j}<\cdots <x_{r}\right\},} отже, в середньому шляхом ділення біноміального коефіцієнта:
{\displaystyle \lambda _{r}=r^{-1}{\tbinom {n}{r}}^{-1}\sum _{x_{1}<\cdots <x_{j}<\cdots <x_{r}}{(-1)^{r-j}{\binom {r-1}{j}}x_{j}}.}
Угруповання цих статистик підраховує число способів елемент зразка n-елемента може бути -я елементом jth елемента підмножини, і дає формули за допомогою наступної форми. Прямі оцінок для перших чотирьох L-моментів в кінцевій вибірці з n спостережень:

{\displaystyle \ell _{1}={\tbinom {n}{1}}^{-1}\sum _{i=1}^{n}x_{(i)}}
{\displaystyle \ell _{2}={\tfrac {1}{2}}{\tbinom {n}{2}}^{-1}\sum _{i=1}^{n}\left\{{\tbinom {i-1}{1}}-{\tbinom {n-i}{1}}\right\}x_{(i)}}
{\displaystyle \ell _{3}={\tfrac {1}{3}}{\tbinom {n}{3}}^{-1}\sum _{i=1}^{n}\left\{{\tbinom {i-1}{2}}-2{\tbinom {i-1}{1}}{\tbinom {n-i}{1}}+{\tbinom {n-i}{2}}\right\}x_{(i)}}
{\displaystyle \ell _{4}={\tfrac {1}{4}}{\tbinom {n}{4}}^{-1}\sum _{i=1}^{n}\left\{{\tbinom {i-1}{3}}-3{\tbinom {i-1}{2}}{\tbinom {n-i}{1}}+3{\tbinom {i-1}{1}}{\tbinom {n-i}{2}}-{\tbinom {n-i}{3}}\right\}x_{(i)}}
де x(i) — ithстосовно статистиці{\displaystyle {\tbinom {\cdot }{\cdot }}} — біноміальний коефіцієнт. Приклади L-моментів можуть бути також визначені непрямим чином з точки зору ймовірності зважених моментів, що призводить до більш ефективного алгоритму для їх обчислення.

## Коефіцієнти L-моментів
Набір L-моментів або масштабованих L-моментів, визначається
{\displaystyle \tau _{r}=\lambda _{r}/\lambda _{2},\qquad r=3,4,\dots .}
Найбільш корисний з таких — {\displaystyle \tau _{3}}, називається L- асиметрією, та {\displaystyle \tau _{4}}, називається L- ексцес.
Коефіцієнти L-моментів лежать в інтервалі (–1, 1). Жорсткість оцінки можна знайти для деяких певних співвідношеннях L-момент; зокрема, L-ексцес {\displaystyle \tau _{4}} який лежить в [-¼,1), та
{\displaystyle {\tfrac {1}{4}}(5\tau _{3}^{2}-1)\leq \tau _{4}<1.}
Величина, аналогічно коефіцієнту варіації, але на основі L-моментів, також можуть бути визначені:
{\displaystyle \tau =\lambda _{2}/\lambda _{1},} які називаються «коефіцієнт L-варіації», або «L-CV». Для невід'ємної випадкової величини, це лежить в інтервалі (0,1) і ідентично коефіцієнту Джині.

## Пов'язані з нею величини
L-моменти статистичні величини, отримані з імовірнісних зважених моментів (PWM), які були визначені раніше (1979). PWM використовуються для ефективної оцінки параметрів розподілів в спеціальній зворотній формі, такій як Gumbel, Tukeyi розподілів Wakeby

## Використання
Є два найпоширеніші способи, які використовуються в L-моментах, в обох випадках за аналогією зі звичайними моментами:
1. Як статистики для даних.
2. Для отримання оцінок параметрів імовірнісних розподілів, застосовуючи метод моментів до L-моментів, а не звичайних моментів.

На додаток до виконання цих стандартних моментів, останній (оцінка) частіше робиться з використанням максимальних методів правдоподібності; Однак за допомогою L-моментів забезпечує ряд переваг. Зокрема, L-моменти є більш надійними, ніж звичайні моменти, і існування вищих L-моментів вимагає тільки те, що випадкова величина має кінцеве середнє. Одним з недоліків співвідношення L-моментів для оцінкою їх зазвичай менша чутливість. Наприклад, розподіл Лапласа має ексцес 6 і слабкі експоненційні краї, а співвідношення L-момент більше, ніж 4-е, наприклад, розподіл студентів з радіопеленгованія = 3, які мають нескінченний ексцес і набагато важчі край.
Як приклад розглянемо набір даних з декількома точками даних і одного віддаленого значення даних. Якщо звичайний стандартне відхилення цього набору даних буде прийматися під сильним впливом цієї однієї точки: Однак, якщо L-масштаб буде братися менш чутливо до цього значення даних. Отже, L-моменти є більш значущими при розгляді випадають в даних, ніж звичайні моменти. Проте, є й інші, краще відповідні методи для досягнення вищої надійності, ніж просто замінюючи моменти на L-моменти. Одним із прикладів цього, є використання L-моментів, як зведені статистичні дані в теорії екстремальних значень (EVT). Ця програма показує обмежену стійкість L-моментів, тобто L-статистичні дані не є стійкими до статистики том як одне екстремальне значення може збити їх, тому, що вони є тільки лінійні (статистика не високого порядку), вони менш схильні до екстремальних значення, ніж звичайні моменти.
Ще одна перевага L-моментів в порівнянні зі звичайними моментами є те, що їх існування вимагає тільки випадкової величини, щоб мати кінцеве середнє, так що існують L-моменти, навіть якщо вищі звичайні моменти не існують (наприклад, для розподілу студента з низьким ступенем свободи). Кінцева дисперсія додатково необхідна для того, щоб стандартні помилки оцінок L-моментів були кінцевими.
Деякі виступи L-моментів у статистичній літературі включають в книзі Девіда і Нагараджа (2003, розділ 9.9), а також ряд документів. Ряд сприятливих порівнянь L-моментів зі звичайними моментами були зареєстровані.

## Значення для деяких загальних розподілів
У таблиці нижче наведені вирази для перших двох L-моментів і чисельних значень перших двох L-моментів співвідношень деяких загальних безперервних імовірнісних розподілів з постійними коефіцієнтами L-моментів. Більш складні отримані вирази для деяких додаткових розподілів, для яких коефіцієнти L миттю змінюються з одним або декількома з дистрибутивних параметрів, в тому числі логарифмічно нормального, гамма, узагальнення паретовського, генералізовані екстремальних значень і узагальнених логістичних розподілів.

| розподіл            | Параметри | значення, λ1 | L-масштаб, λ2   | L-асиметрія, τ3      | L-ексцес, τ4               |
| ------------------- | --------- | ------------ | --------------- | -------------------- | -------------------------- |
| форма               | a, b      | (a+b) / 2    | (b–a) / 6       | 0                    | 0                          |
| логістика           | μ, s      | μ            | s               | 0                    | 0.1667 !1⁄6 = 0.1667       |
| середнє значення    | μ, σ2     | μ            | σ / √π          | 0                    | 0.1226                     |
| Лаплас              | μ, b      | μ            | 3b / 4          | 0                    | 0.2357 !1 / (3√2) = 0.2357 |
| Student's t, 2 d.f. | ν = 2     | 0            | π/23/2 = 1.111  | 0                    | 0.375 !3⁄8 = 0.375         |
| Student's t, 4 d.f. | ν = 4     | 0            | 15π/64 = 0.7363 | 0                    | 0.2168 !111/512 = 0.2168   |
| показники           | λ         | 1 / λ        | 1 / (2λ)        | 0.3333 !1⁄3 = 0.3333 | 0.1667 !1⁄6 = 0.1667       |
| Гамбел              | μ, β      | μ + γβ       | β log 2         | 0.1699               | 0.1504                     |

Позначення параметрів кожного розподілу є таким же, що і в пов'язаній статті. У вираженні для середнього значення розподілу Гумбеля, γ є Euler-Mascheroni константа 0,57721 ….

## Розширення
Обрізані L-моменти є узагальненням L-моментів, які дають нульову вагу до екстремальних спостереженнями. Таким чином, вони більш стійкі до наявності викидів, і на відміну від L-моментів вони можуть бути чітко визначені для розподілів, для яких середнє значення не існує, таких як розподіл Коші.